# Суурвяйн
Су́урвяйн, Виртсу или Суур-Вяйн (эст. Suur väin, Suur-väin — «большой пролив») — пролив, в среднем 7-километровой ширины, отделяющий острова Муху и Сааремаа от материковой части Эстонии, является южной частью пролива Вяйнамери и соединяет его с Рижским заливом. Крупнейшие острова в проливе: Кессулайд и Вийрелайд.
Входные течения в проливе наблюдаются при восточных, юго-восточных, южных и юго-западных ветрах, выходные — при западных, северо-западных, северных и северо-восточных ветрах.
На юго-западе с проливом Суурвяйн соединяется пролив Вяйкевяйн, разделяющий острова Муху и Саарема.
В проливе действует паромная переправа между Виртсу и Куйвасту.
В 2020 году Министерство экономики Эстонии оценивало возможность строительства моста или туннеля через Суурвяйнский пролив.